# Exopalystes pulchellus
Exopalystes pulchellus is een spinnensoort in de taxonomische indeling van de jachtkrabspinnen (Sparassidae).
Het dier behoort tot het geslacht Exopalystes. De wetenschappelijke naam van de soort werd voor het eerst geldig gepubliceerd in 1914 door Henry Roughton Hogg.